# 目黒競馬場

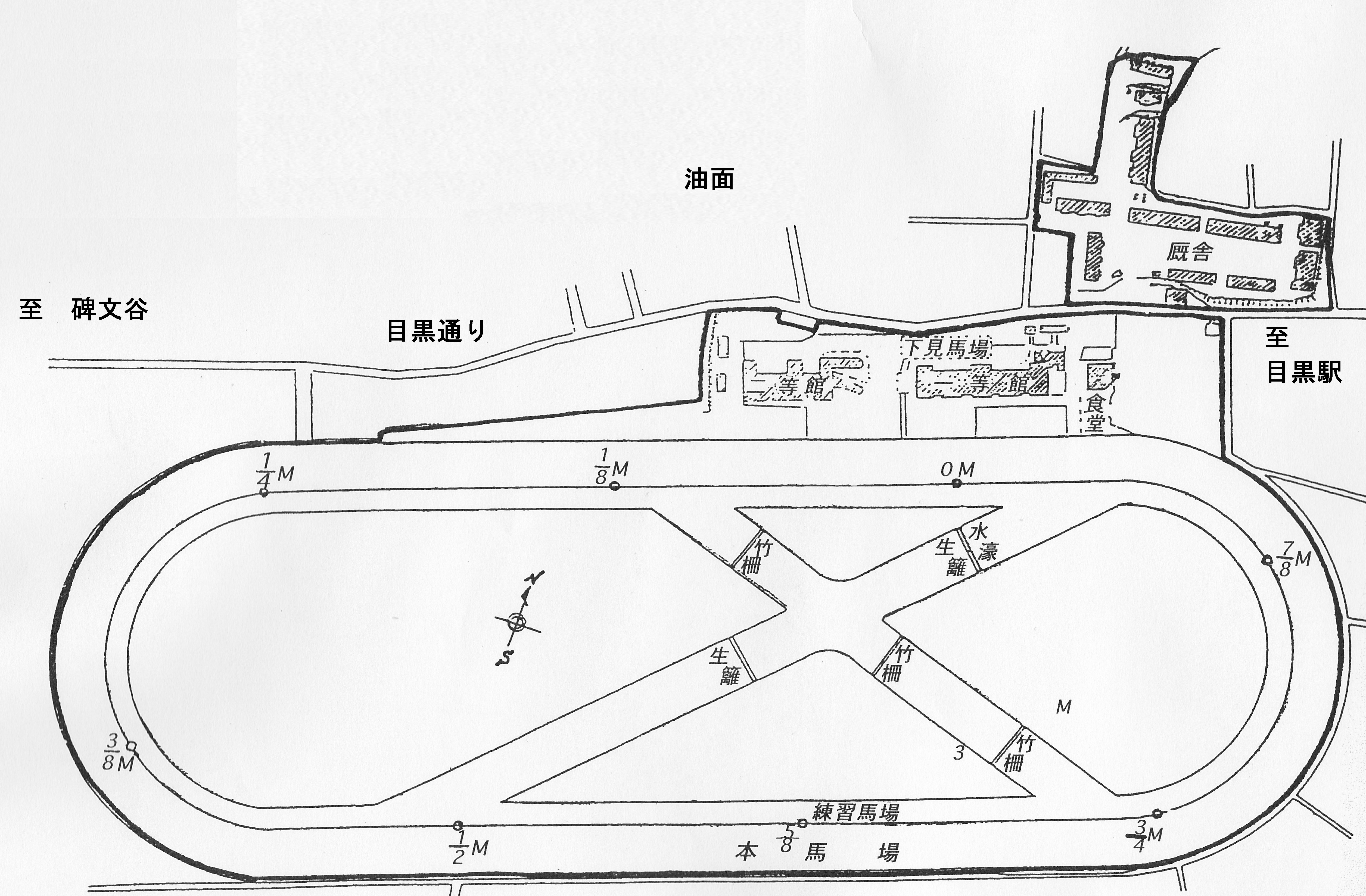
目黒競馬場平面図　スタンドは目黒通りを背にしている。目黒通りを渡った向かい側に厩舎がある。東京競馬倶楽部発行『東京競馬会及東京競馬倶楽部史』1941年より

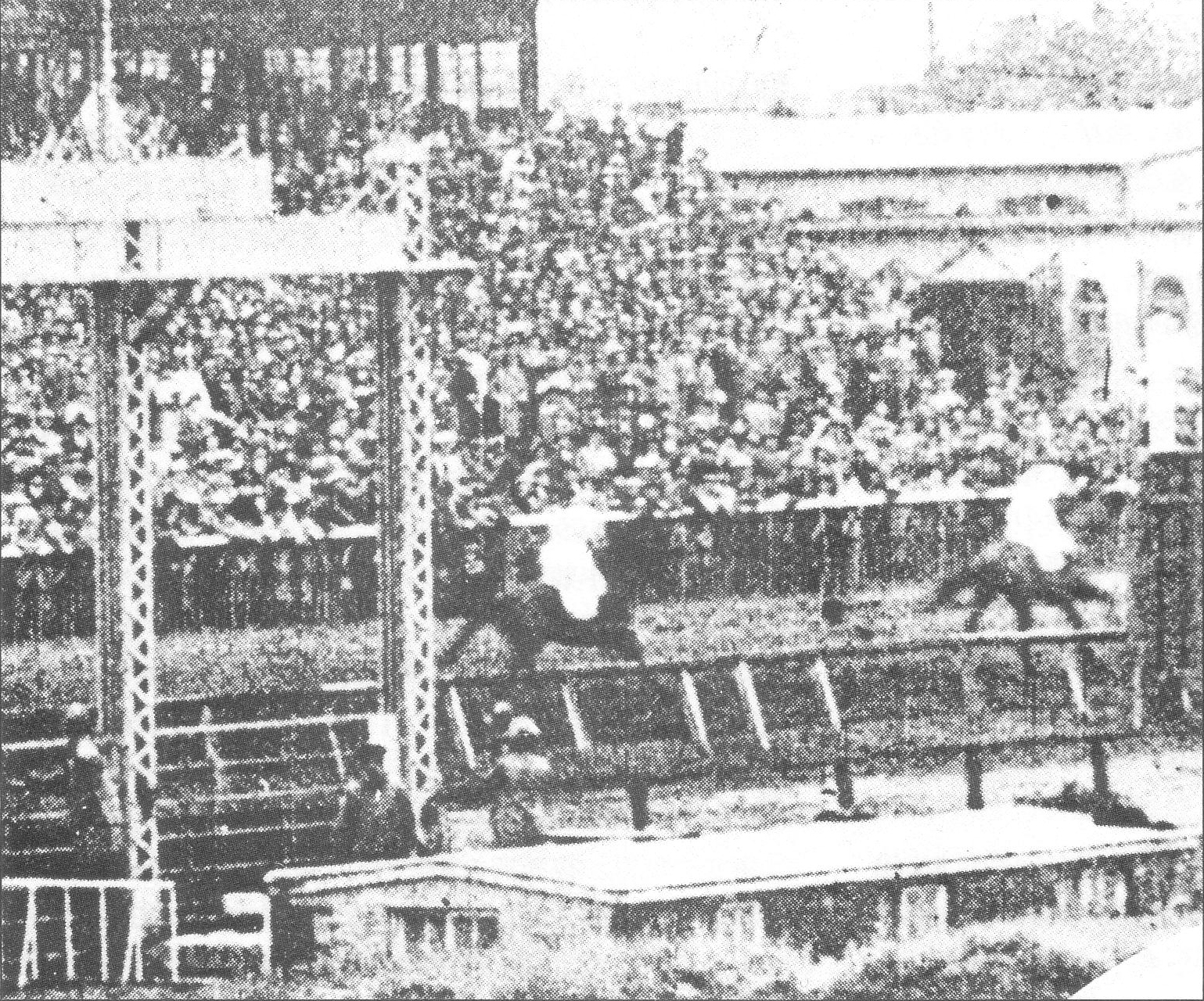
第1回東京優駿大競走（日本ダービー）

目黒競馬場（めぐろけいばじょう）は、1907年（明治40年）から1933年（昭和8年）まで、現在の東京都目黒区下目黒に存在した1周1マイルの競馬場。1933年の閉鎖と同時に、現在の東京競馬場（府中市）に移転された。1907年創設の日本競馬会（1936年設立の日本競馬会とは同名であるが別団体）が設立したが、1910年に東京競馬倶楽部に経営は移った。山手線目黒駅、東急目黒線不動前駅（当時は目黒蒲田電鉄、1923年以降は目蒲線）、東急東横線祐天寺駅（当時は東京横浜電鉄）の3駅とほぼ等距離で、1km余り離れた場所に位置していた。

## 概要
目黒競馬場は1907年（明治40年）に東京府荏原郡目黒村（後の目黒町、現在の目黒区）に開設された馬場の1周が1マイル、総面積64,580坪（約21万m2。現在の東京競馬場の約1/3の面積）の競馬場である。1907年12月、馬券黙許時代の到来で日本競馬会によって開設された。1908年には馬券発売は再禁止され、東京近郊の4つの競馬会（目黒の日本競馬会・池上の東京競馬会・川崎競馬倶楽部・板橋の東京ジョッケークラブ）が合併して東京競馬倶楽部に移行。東京競馬倶楽部は目黒競馬場を使用して競馬を行った。同年春季からはそれまで池上競馬場で施行されていた帝室御賞典の開催が始まり、翌1911年からは当時の選手権競走ともいえる優勝内国産馬連合競走が創設された。
開場からわずか1年で馬券発売が再禁止されて目黒競馬場は東京競馬倶楽部を主催として競馬を行うようになったが馬券を売れない競馬は不人気で競馬場は閑散としたという。しかし、1914年（大正3年）勝馬投票券（払い戻しは景品券）の実施、1923年（大正12年）には競馬法（旧競馬法）の制定で再び現金で払い戻す馬券(名称は勝馬投票券のまま)が売れるようになり客足も増えていった。
1932年（昭和7年）に日本の近代競馬の基幹競走となる東京優駿大競走（日本ダービー）が創設され、記念すべき第1回はこの目黒の地で開催されるなど観客席は満場となる人気を集めていき、競馬開催の規模も拡大していったが、この頃には近隣の宅地化進展によって敷地を広げることや施設の拡充が難しくなっていた。敷地総面積が6万坪あまりしかない目黒競馬場はすでに限界まで拡張されたがそれでも尚、競馬人気の前に手狭になっており、その上、敷地の大部分が借地であり地主からは地代の値上げを要求され、町議会議員からは町の発展を妨げると非難をされるようになるなど、目黒競馬場は存続自体が難しい状況に追い込まれてゆく。
果たして、これら諸問題を解決するためには自前の広大な土地への移転を行うしか方法はないと競馬場側は決断、府中に土地を求めた。1933年（昭和8年）春季の開催を最後に目黒競馬場は廃止され、その役割は同年秋に竣工となった北多摩郡府中町（現: 府中市）の東京競馬場に移転した。

## 日本競馬会時代
ここでいう日本競馬会は、1907年から1910年まで存続した目黒競馬場だけの競馬会である。1936年（昭和11年）に成立した全国的な競馬施行体である日本競馬会 （日本中央競馬会の元となった組織）とは同名だが別団体である。

1906年（明治39年）、馬券発売が黙許されることになり、従来からの横浜競馬場に加え池上競馬場や川崎競馬場が企画されていく。1906年（明治39年）12月に開場した池上競馬場が大成功を収めて多大な利益を上げたのを見て、全国的に競馬場の建設ブームが起きる。東京では池上に続き、目黒や板橋に競馬場が作られた。
1907年（明治40年）、競馬施行団体として日本競馬会、競馬場の建設や設備保持を行う会社として東京馬匹改良会社が設立された。公益法人である競馬会は利益を自由に処分できないので、競馬会と競馬場所有会社を分けて競馬場の所有会社に甚だしく高額な使用料を払う形で自由に処分できる利益を手にしたのである。もちろん日本競馬会と東京馬匹改良会社は建前は別団体でも実質は表裏一帯の関係である。

日本競馬会は松平容大や関直彦、安田伊左衛門、松尾清次郎、中山孝一といった人々が発起人になり、会長は岡田治衛武ら、東京馬匹改良会社の創立委員長は園田実徳。しかし、実質的には営利企業の東京馬匹改良会社の園田が経営の実態をにぎり、非営利競馬法人団体である日本競馬会は認可を受けるための表看板に過ぎなかったという。
土地は約65,000坪、しかし、その中で借地は53,000坪に及んだ。借地が8割を占めたが東京馬匹改良会社は一般的な借地料の4倍の坪当たりひと月ごとに2銭を払ったので借地はスムースに進んだという。また、競馬場に土地を貸した地主が作業員として働けば高額の報酬も払ったという。
完成した目黒競馬場の馬場は長円形の馬場だが、先行する横浜競馬場や池上競馬場の馬場がかまぼこ型の馬場であったのに対して見慣れぬ形の馬場には違和感もあったという。ただし、池上競馬場以降、現代にいたるまで長円形の馬場のほうが普通で、横浜競馬場や池上競馬場のようなかまぼこ型の馬場の方が珍しい。施設は馬見所（スタンド）が1号館(1等席)、2号館(2等席)の2棟。1号館は玉座や貴賓席も設けた施設で3階建て、建坪500坪、2号館は900坪である
設立時にはパドックは無く出走前の馬の引き回しは馬見所(メインスタンド)前で行っていたが、明治41年5月に馬政局長官通達で下見所(パドック)の設置が義務付られ、出走前の牽運動が義務になったので、1号館と2号館の裏の中間にパドックを設けた。
目黒競馬場の初回開催は1907年（明治40年）12月7,8,14,15日の4日間、いずれも土曜・日曜である。寒い日だったにもかかわらず大勢の入場者が入り、大清帝国（現・中国）の皇族も姿を見せている。記念すべき初日の第一レースは内国産馬6頭立、距離は3/4マイル(約1200メートル)で行われ、シラギク号が勝ち、タイムは1分35秒80で一着賞金500円を得る。第二レースは豪州産新馬のレースで9頭立、距離は3/4マイル。勝ったイケヅキ号のタイムは1分30秒で賞金500円を得た。以後、初日には全部で11レースが行われ、内国産馬のレースと外国産馬のレースは分けて行われ、距離も3/4マイルから1と1/4マイル(≒2000m)で行われ、最も多いのが1マイル(≒1600m)のレースである。賞金は1着が500円もしくは600円、2着は125円から150円、3着には75円が払われた。二日目には竹田宮、朝香宮が訪れている。12月15日の初回開催4日目には入場者は非常に多く場内は雑踏と化し、2号館に至ってはあまりの混雑で階段の上り下りもままならないほどだったという
1907年(明治40年)12月7日、目黒競馬場開設初日の第5競走でベンテン号はレース途中に足を怪我する。明らかに治る見込みのない怪我で、ベンテン号はその場で銃殺された。横浜競馬場から指導に来ていた外国人による処置である。馬の足を縛り間近からピストルで2発、眉間に打ち込み観客の目の前で馬場は血に染まったという。この光景を見ていた観客の中には婦人客も多く、また清の皇族もいたという。東京朝日新聞は、馬を苦しみから救うために殺処分すること自体は仕方ないとしても、大勢の観客の目の前で銃殺が行われたことを非行であると非難している。このハプニングからもわかるように当時は日本の競馬黎明期で競馬運営を知っている日本人は少なかったので競馬の運営には横浜競馬場の外国人が加わって指導にあたっている（それは池上競馬場や板橋競馬場などでも同様である）。

目黒競馬の第一回開催明治40年秋には185万円、第二回目の1908年（明治41年）春には遅い降雪による順延があっても150万円と順調に売り上げをあげた。

盛況なのは目黒ばかりではなくどの競馬場でも同じだった、それまでは非合法なものでしかなかった賭博を公然と行えるようになった日本人は一気に賭博の「興奮と熱狂」につつまれていった。仕事を放りだして競馬場に通い詰める者が続出し、身の丈を超えて多額の馬券を買って破産し娘を売る者、店の金に手を付ける者、泥棒に及ぶ者、競馬で財産を失って首を吊る者が現れた。競馬場側も金儲けに走り、粗雑な運営でクレームが続出し観客が暴れる騒動が頻発する。審判や発馬なども不手際が多く観客の騒ぎになることもあり、競走で八百長すら行われ、それを嗅ぎ取った観客がやはり暴れる、といった騒ぎが続出した。特に営利目的が露骨で粗末な設備と運営が行われた松戸競馬場では競馬場側が配当をごまかすなどの不正な行為を行い、抗議する観客のクレームをヤクザを雇って封殺するなどということにまで及んだ。鳴尾では競馬会の内紛や詐欺などが発覚した。そもそも競馬場の許可自体にも贈収賄の噂すら立った。政府は場当たり的に様々な規制を行うが効果なく、大手新聞を始めマスコミは一斉に競馬を攻撃し、マスコミの攻撃は競馬場のみならず馬券を黙許した政府にも及んだ。馬券への世論の風当たりは強く、1908年（明治41年）10月政府は馬券を禁止する。
馬券を売れなくなった競馬場はどこも閑古鳥が鳴く。目黒競馬場1908年（明治41年）秋場所の入場者はわずか数百名、しかも多くは招待客で有料入場者は数十名だったという。閑散とした場内では不正に私的馬券を売ったりしていないかを監視する私服警官の姿ばかりが目立ったという。馬券収入がなくなった競馬場は賞金額も大きく減っている。
競馬が世論の指弾の的になり、政府は馬券を禁止するだけではなく、同一地方に複数の競馬団体や利益の抜け穴となるトンネル会社の存在を認めない方針をとった。
1909年（明治42年）春、政府は日本競馬会（目黒）、東京競馬会（池上）、京浜競馬倶楽部（川崎）、東京ジョッケー倶楽部（板橋）、総武競馬会（松戸）の5者を呼び合同を促す。総武競馬会のみはこれに従わなかったが、総武競馬会を除く4つの競馬会は1909年（明治42年）に合同する仮契約を結んだ。合同して新設される東京競馬倶楽部は各競馬会の資産を総額160万円あまりで購入し、政府は東京競馬倶楽部に20年間毎年8万円あまりの補助金を交付することに決めた。
日本競馬会、東京競馬会、京浜競馬倶楽部、東京ジョッケー倶楽部の4つが合同して出来た東京競馬倶楽部は、1910年（明治43年）6月、地形や交通の便から目黒競馬場を使用することに決め、池上と板橋の両競馬場は廃止され東京府内の競馬場は目黒1か所だけになる。

## 東京競馬倶楽部時代
新たに目黒競馬場を運営することになった東京競馬倶楽部には春秋それぞれ38,750円が政府補助金として交付され、馬券売り上げがないので政府補助金で競馬は運営された (補助金競馬時代)。各競馬倶楽部への政府補助金額は東京(目黒競馬場): 38,750円、阪神: 19,230円、横浜: 8,750円、函館: 8,660円、札幌: 8,660円、松戸: 7,420円、京都: 7,420円、小倉: 7,420円、藤枝: 7,420円、新潟: 7,420円、宮崎: 2,360円。東京は4つの競馬会が合同して出来た競馬倶楽部、阪神は2つの競馬会が合同して出来た競馬倶楽部。目黒競馬場を運営する東京競馬倶楽部への交付金が突出していることがわかる。
東京競馬倶楽部としての初開催は1910年（明治43年）7月23日、皇太子（後の大正天皇）が来場し、4日間の開催で観客800人を集める（競馬場で4日間800人の競馬は閑散としているがそれでも日本競馬会時代の前回よりは増えたという。しかし、第二回目にはまた観客数は減っている）。

1911年（明治44年）秋には当時の重賞競走である優勝内国産馬連合競走が始まる。距離は2マイル（≒3200メートル）、一着賞金は3000円と当時としては高額で、前季の新馬戦でデビューした馬で、各地の新馬戦で1着か2着になった馬、つまり各地の競馬場の優良新馬で争われるレースで天皇賞のルーツの一つになったレースである。この競走は不振で苦しむ競馬にやや活気を与え、馬産家にも刺激をあたえたという。

馬券発売が禁止された補助金競馬時代はどの競馬場も閑古鳥が鳴く。そのなかで、1913年（大正2年）宮崎競馬場で勝馬投票券の試みを行う。翌1914年（大正3年）目黒でも勝馬投票券を取り入れる。このときの勝馬投票券は馬券のようなものだが、禁止されている馬券（賭博）と見なされないように現金で払い戻さず、当たった勝馬投票券は商品券で払い戻し。販売は入場券についた投票券（1円の1等入場券には投票券2枚、50銭の2等入場券には1枚）で投票し商品券の額も払い戻し枚数も制限があり、当たり投票が多いと抽選になる。当たりには50人までに限りデパート商品券5円が交付された。勝利馬を当てた人が多ければ商品券は抽籤になる。1916年（大正5年）からは少し改正され1着馬を当てた人が多ければ額を減らす代わりに商品券の枚数を増やした。いわゆるオッズは最高で5倍（のちに10倍）で買える枚数も1 - 2枚というもので、明治末や現代の馬券と比べると制限は大きいが、それでも勝馬投票実施で少しは入場者も増えている。
賞金額が大幅に減り、競馬会会員は義務である抽籤馬引き受けを渋り、1914年（大正3年）には抽籤馬を引き受けなかったとして8名が除名され、翌年には抽籤馬申し込みは予定の半分であったという。
閑古鳥が鳴いていた競馬場も勝馬投票実施ではやや客足が戻り、一開催4日間で1万人程度が集まるようになり、とくに障碍競走を始めた1915年（大正4年）には17,863人の観客を集めた。1918年（大正7年）からは速足競走も始まっている。

競馬関係者は政府に馬券の復活運動を推し進めていたが、1923年（大正12年）、ついに（旧）競馬法が成立し制限付きながら現金で払い戻す馬券（名称は勝馬投票券のまま）の発売が認められる。この競馬法では勝馬投票券は一人一レースに付き一枚までしか買えず、券額面は5円以上20円まで、そして勝馬券への払い戻しは最高で10倍までとなっていた（つまり大穴馬券は無い）。無制限に馬券（現代でも正式名称は勝馬投票券である）を買え配当にも上限がない現代の競馬からみると制限が大きいが、それでも晴れて賭博が出来るようになり目黒をはじめ日本の競馬界は再び盛り上がった。商品券で払い戻す勝馬投票券時代は、目黒競馬場の入場者数は1万人を前後していたが、現金払い戻しの勝馬投票券を売れるようになった1923年（大正12年）以降は客も増え続ける。1929年（昭和4年）春からは1場所の開催日数が4日間から6日間に増え、1932年（昭和7年）秋からは8日間開催になる。この他、1926年（大正15年）には繋駕速歩競走（トロットレース）もはじまる。

日本の競馬は競馬場ばかりではなく、生産者も含めて充実してきたので、機が熟したとして東京優駿大競走（日本ダービー）が目黒競馬場で1932年（昭和7年）から始まった。日本競馬の父と呼ばれる安田伊左衛門はかねてから日本ダービーの構想を持っていたが、以前にはサラブレッドの生産牧場は小岩井農場と下総御料牧場しかなかったのでダービーのような大レースは時期尚早とされていた。それが近年の競馬界の充実で可能となったものである。目を見張るような高額賞金のレースは全国のホースマンに衝撃を与えた。以後、日本の競馬の発展は加速していく。
競馬は人気を集めていくが、拡大していく競馬の規模に総坪数6万5千坪しかない目黒競馬場は手狭となっていた。競馬場の周辺は急速に都市化が進み、競馬場を拡張しようにも土地の手当てがつかず、また、都市化が急速に進む中では競馬の開催にも支障をきたしかねなくなっていた。借地が大部分を占める目黒競馬場は周囲の都市化で借地料の高騰が不可避にもなっていた。また、目黒町(東京競馬倶楽部が移転を決意した当時は目黒区ではなく目黒町)の町議会議員からは競馬場は非生産的で町の発展を妨げるものだと非難もされるようになった。
目黒競馬場の借地の期限はもともとは1930年（昭和5年）だったので、1925年（大正14年）ごろから移転先を探し始める。そして、府中町（現・東京都府中市）が誘致に積極的かつ地形も良かったので府中に決め、1928年（昭和3年）府中大国魂神社下の土地を選定し1930年（昭和5年）には買収がほぼ完了、1932年（昭和7年）からは造営にかかる。

目黒競馬場は1933年（昭和8年）秋の開催を最後に閉鎖。新築された府中に移転し、東京競馬場となっている。

## その後
東京競馬場で施行されているG2重賞「目黒記念」は、目黒競馬場の名を後世に残すため1932年（昭和7年）に創設され、以来現在まで続く伝統のレースとなっている。
跡地は住宅地化されているが、当時の外周道路の一部が路地となって残っており、また跡地周辺の道路の一部は非公式に「元競馬場通り」と地元で通称されている。また、競馬場正門付近にあたる目黒通りの交差点は「元競馬場」の名がつき、付近には「元競馬場前」という名称のバス停がある。
バス停から20mほど離れたところに「目黒競馬場跡」という記念碑と、当時の大種牡馬・トウルヌソルの銅像がある。この銅像は、第50回日本ダービーを記念して、日本中央競馬会と大鳥前元競馬場通り商店街振興組合の協力で1983年（昭和58年）11月に建てられたものである。また、バス停からやや離れるが、かつての競馬場南東部にあたる目黒区立不動小学校の敷地内（公道に面した位置）には、目黒区教育委員会により設置された目黒競馬場跡の案内板がある。

目黒競馬場跡の記念碑・銅像
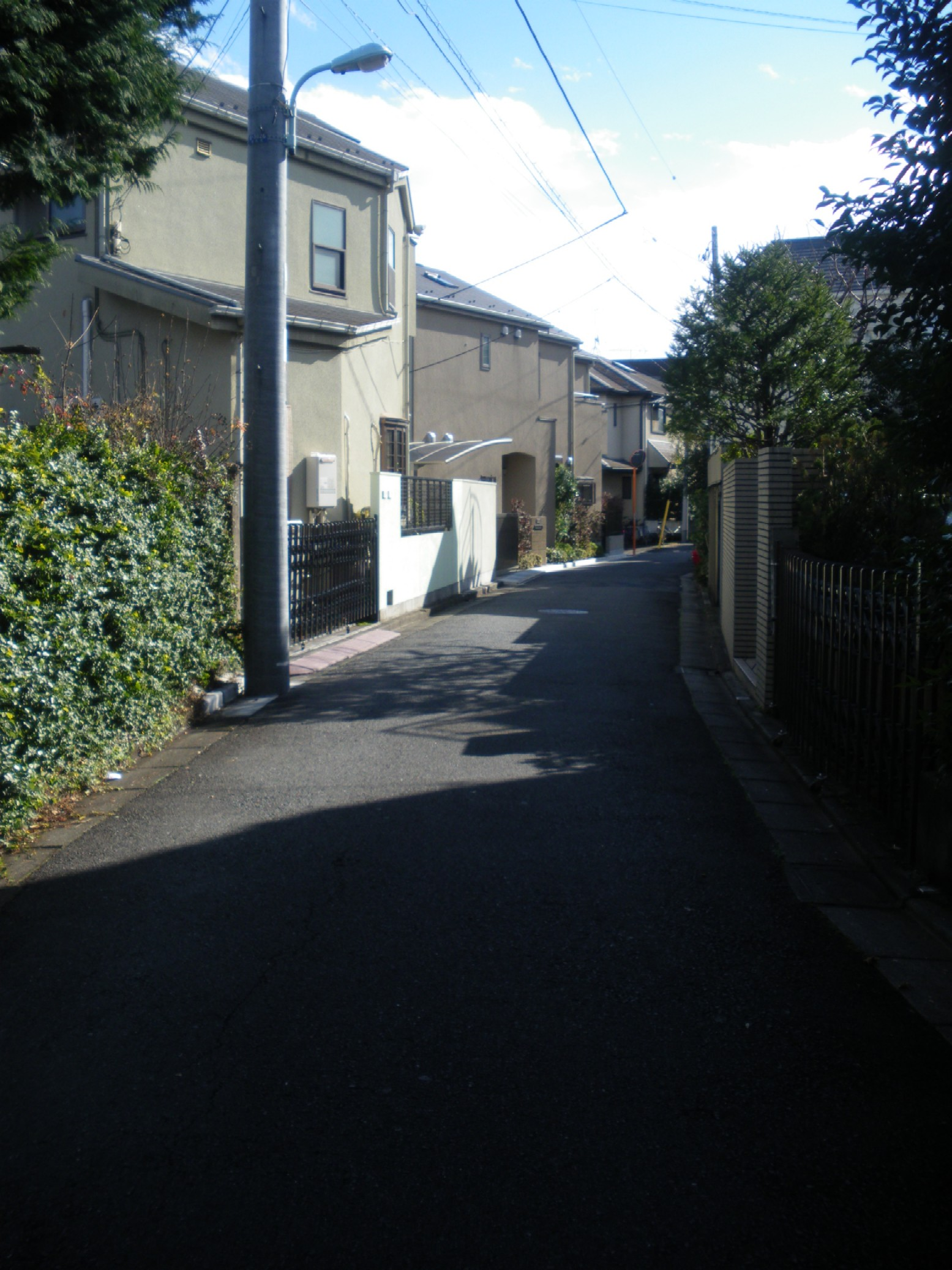
2009年現在の競馬場跡地。コース外周部にそって路地が円弧になっている箇所
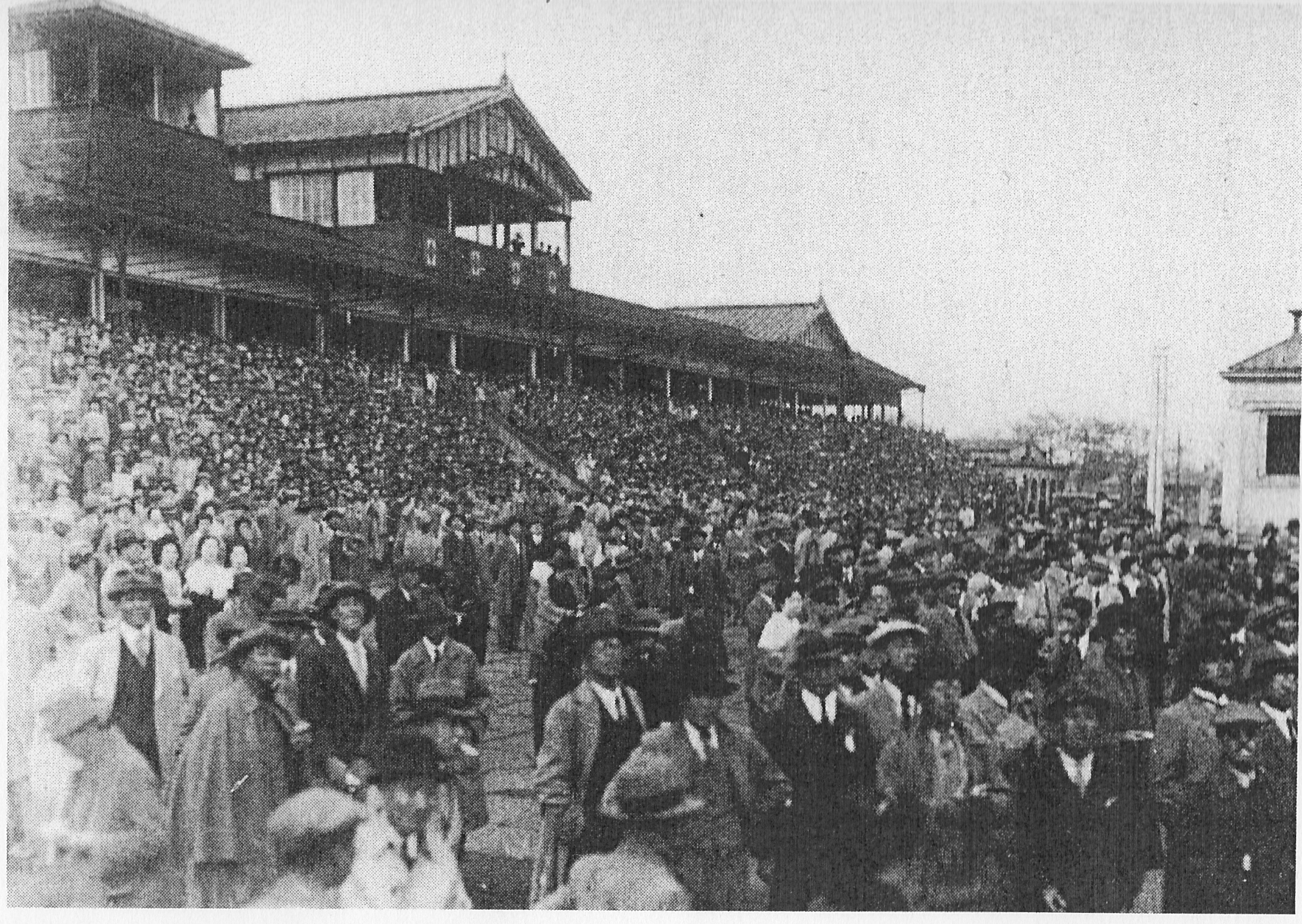
1933年（昭和8年）メインスタンド(一等館)の風景
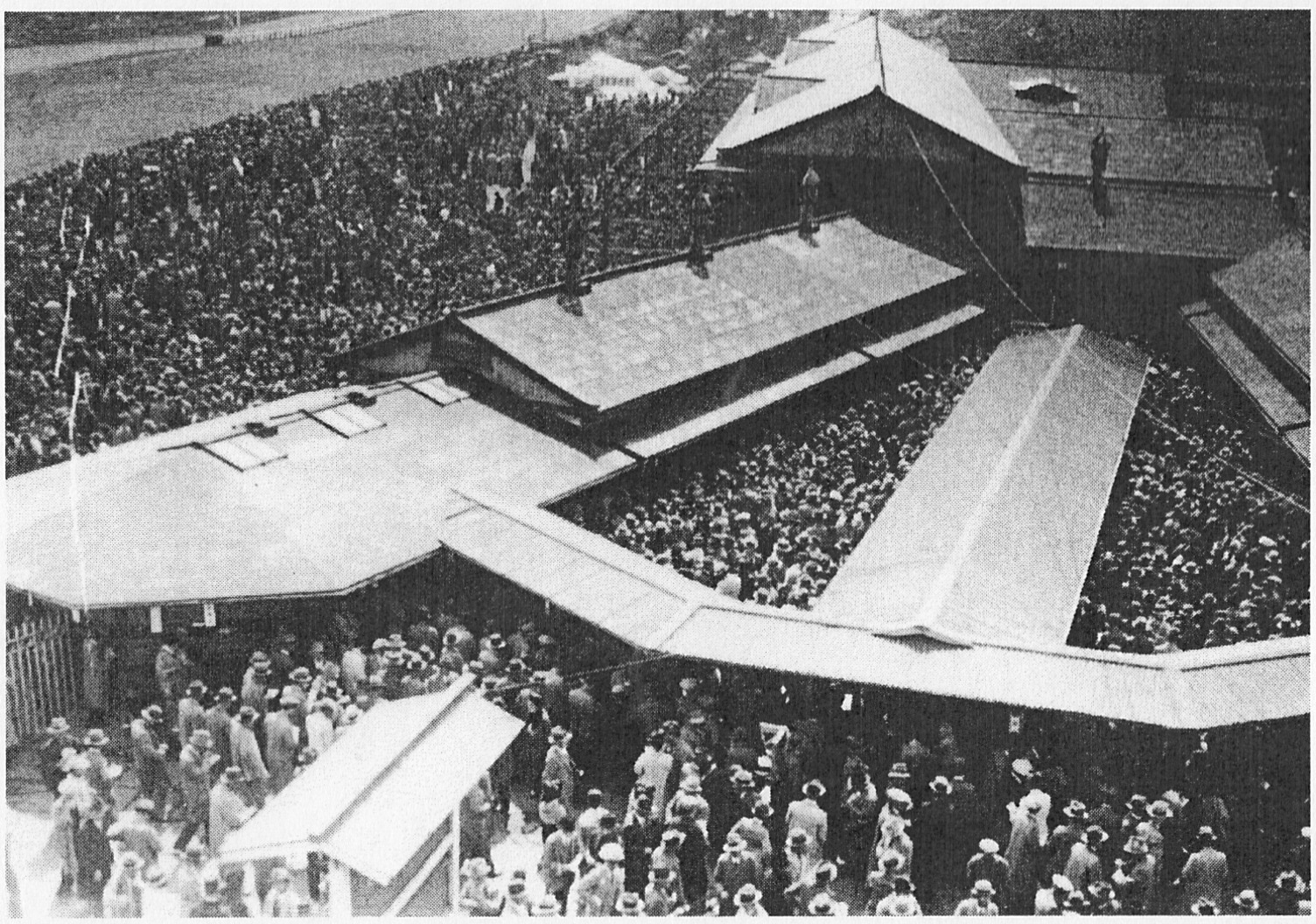
目黒競馬場　馬券売り場の風景　馬券売り場の向こうは2号館(2等席)前 1933年（昭和8年）
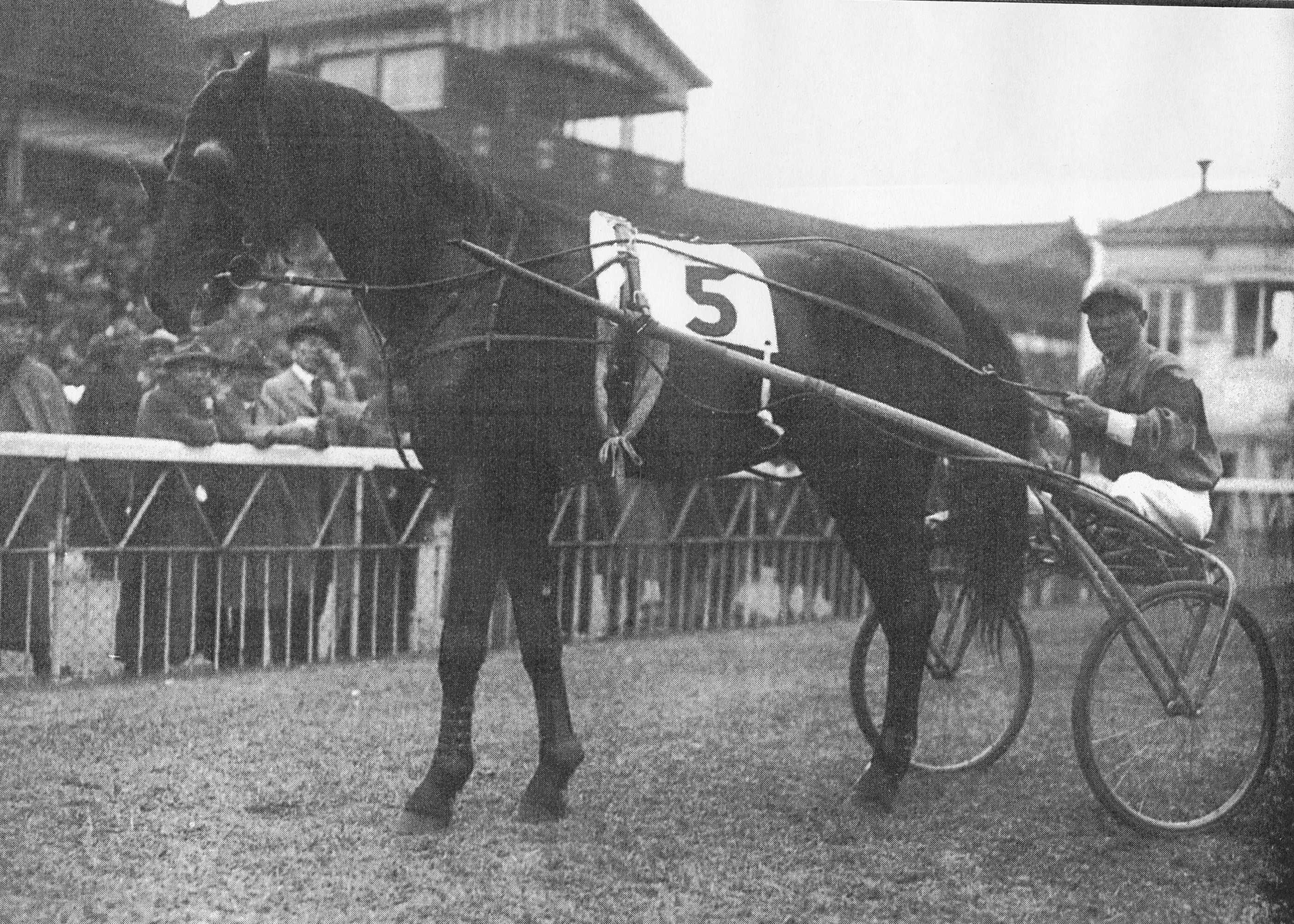
1933年（昭和8年）目黒競馬場のトロッター。 目黒競馬場では普通の競馬に加え、1915年（大正4年）から障害競走、26(大正15)年から繋駕速歩競走も行われていた[36]。

## 年表
- 1907年（明治40年）
  - 3月 - 日本競馬会設立許可
  - 12月 - 第一回目黒競馬開催
- 1908年（明治41年）
  - 4月 - 第二回目黒競馬開催
  - 10月 - 馬券禁止
- 1910年（明治43年）
  - 5月 - 東京競馬倶楽部設立許可
  - 7月 - 東京競馬倶楽部としての第一回競馬　以後春秋に各4日間開催
- 1911年（明治44年）11月 - 優勝内国産馬連合競走開始
- 1913年（大正2年）1月 - 厩舎の火事で競走馬22頭焼死
- 1914年（大正3年）
  - 11月
    - 勝馬投票実施 (商品券で払戻)
    - 障碍馬場新設・障碍競走開始
- 1918年（大正7年）11月 - 速足競走開始
- 1923年（大正12年）4月 - 競馬法（旧競馬法）成立。勝馬投票券（現金で払戻）発売開始。
- 1924年（大正13年）5月 - 1号館（一等席）及び厩舎改築、障碍馬場改築
- 1925年（大正14年）
  - 4月 - 2号館（二等席）・投票所（馬券売り場）払い戻し所改築
  - 11月 - 秋の最終日、レース結果（第八競走で一着馬が失格）をめぐり群衆が騒ぎ翌々日までもめる。
- 1926年（大正15年）11月 - 繋駕速歩競走（トロットレース）開始。場内掲示板新設
- 1928年（昭和3年）
  - 4月 - 出馬投票を前日締切即日開票翌日発表を実施
  - 10月 - 昭和天皇即位にあたり臨時開催
- 1929年（昭和4年）
  - 4月 - 今期より6日間の開催になる
  - 11月 - アングロアラブ系抽籤馬競走開始。出馬表を観客に配るようになる。
- 1930年（昭和5年）
  - 4月 - 東京優駿大競走（日本ダービー）創設を発表
  - 7月 - 府中への移転の準備開始
- 1931年（昭和6年）
  - 11月
    - 今期より8日間の開催になる
    - 従来の単勝式に加え複勝式馬券も発売する。
- 1932年（昭和7年）
  - 3月 - 府中の建設が始まる
  - 4月
    - 目黒記念競走を創設
    - 第1回東京優駿大競走（現・日本ダービー）が開催される
- 1933年（昭和8年）
  - 5月 - 第2回東京優駿大競走が開催。当時は目黒競馬場最終開催で8日間の入場者数が初めて8万人を超える
  - 8月 - 事務所を府中に移転。目黒競馬場閉鎖
  - 11月 - 府中での初開催[37]

## 目黒競馬場のデータ
| 日本競馬会時代       | 日本競馬会時代 | 日本競馬会時代 | 日本競馬会時代 | 日本競馬会時代 | 日本競馬会時代 | 日本競馬会時代 | 日本競馬会時代 | 日本競馬会時代 | 日本競馬会時代 | 日本競馬会時代 | 日本競馬会時代                                 |
| 元号                 | 年度 (西暦)    | 季             | 日付           | 開催日数       | 競走回数       | 入場者数       | 賞金額         | 馬券発売       | 馬券売上       | 出走数         | 備考                                           |
| -------------------- | -------------- | -------------- | -------------- | -------------- | -------------- | -------------- | -------------- | -------------- | -------------- | -------------- | ---------------------------------------------- |
| 明治                 | 40 (1907)      | 秋             | 12月7,8,14,15  | 4              | 44             |                | 31,619         | ○              | 約1,850,000    | 92             |                                                |
| 明治                 | 41 (1908)      | 春             | 4月12,13,18,19 | 4              | 44             | 20,888         | 48,400         | ○              | 1,507,560      | 107            | 初日は雪の為順延。日・月・土・日の開催になった |
| 明治                 | 41 (1908)      | 秋             | 12月11,12,13   | 3              | 30             | 数百名         | 13,250         | ×              | 0              | 88             | 馬券禁止                                       |
| 明治                 | 42 (1909)      | 春             | 6月11,12,13    | 3              | 32             |                | 8,980          | ×              | 0              | 73             |                                                |
| 明治                 | 42 (1909)      | 秋             | 開催せず       | 開催せず       | 開催せず       | 開催せず       | 開催せず       | 開催せず       | 開催せず       | 開催せず       | 開催せず                                       |
| 東京競馬会倶楽部時代 |                |                |                |                |                |                |                |                |                |                |                                                |
| 元号                 | 年度           | 季             | 日付           | 開催日数       | 競走回数       | 入場者数       | 賞金額         | 馬券発売       | 馬券売上       | 出走数         | 備考                                           |
| 明治                 | 43 (1910)      | 春             | 7.23-31        | 4              | 40             | 491            | 32,050         | ×              | 0              | 81             |                                                |
| 明治                 | 43 (1910)      | 秋             | 11.12-20       | 4              | 36             | 384            | 29,305         | ×              | 0              | 107            |                                                |
| 明治                 | 44 (1911)      | 春             | 5.20-28        | 4              | 42             |                | 33,050         | ×              | 0              | 121            |                                                |
| 明治                 | 44 (1911)      | 秋             | 11.4-12        | 4              | 42             |                | 33,800         | ×              | 0              | 120            |                                                |
| 明治                 | 45 (1912)      | 春             | 4.13-21        | 4              | 44             |                | 32,425         | ×              | 0              | 107            | 7/30大正に改元                                 |
| 大正                 | 元 (1912)      | 秋             | 11.16-24       | 4              | 42             |                | 36,350         | ×              | 0              | 128            |                                                |
| 大正                 | 2 (1913)       | 春             | 4.19-27        | 4              | 40             |                | 32,100         | ×              | 0              | 115            |                                                |
| 大正                 | 2 (1913)       | 秋             | 11.15-23       | 4              | 41             |                | 34,960         | ×              | 0              | 120            |                                                |
| 大正                 | 3 (1914)       | 春             | 6.27-7.5       | 4              | 40             |                | 22,000         | ×              | 0              | 100            |                                                |
| 大正                 | 3 (1914)       | 秋             | 11.7-15        | 4              | 39             | 12,845         | 26,215         | △              |                | 93             | 勝馬投票開始。現金ではなく商品券で払い戻し     |
| 大正                 | 4 (1915)       | 春             | 5.1-9          | 4              | 38             | 14,148         | 22,975         | △              |                | 115            |                                                |
| 大正                 | 4 (1915)       | 秋             | 11.20-28       | 4              | 39             | 17,863         | 27,070         | △              |                | 101            |                                                |
| 大正                 | 5 (1916)       | 春             | 4.29-5.7       | 4              | 39             | 14,385         | 21,440         | △              |                | 85             |                                                |
| 大正                 | 5 (1916)       | 秋             | 11.5-12        | 4              | 39             | 10,811         | 27,310         | △              |                | 95             |                                                |
| 大正                 | 6 (1917)       | 春             | 5.5-13         | 4              | 39             | 12,410         | 21,590         | △              |                | 80             |                                                |
| 大正                 | 6 (1917)       | 秋             | 11.10-18       | 4              | 39             | 13,051         | 27,150         | △              |                | 104            |                                                |
| 大正                 | 7 (1918)       | 春             | 5.4-12         | 4              | 39             | 14,651         | 25,610         | △              |                | 87             |                                                |
| 大正                 | 7 (1918)       | 秋             | 11.9-17        | 4              | 40             | 13,586         | 26,240         | △              |                | 102            |                                                |
| 大正                 | 8 (1919)       | 春             | 4.26-5.4       | 4              | 39             | 11,586         | 24,720         | △              |                | 86             |                                                |
| 大正                 | 8 (1919)       | 秋             | 11.15-23       | 4              | 40             | 10,434         | 25,595         | △              |                | 82             |                                                |
| 大正                 | 9 (1920)       | 春             | 4.24-5.2       | 4              | 39             | 8,813          | 24,425         | △              |                | 74             |                                                |
| 大正                 | 9 (1920)       | 秋             | 11.13          | 4              | 40             | 8,141          | 23,710         | △              |                | 82             |                                                |
| 大正                 | 10 (1921)      | 春             | 4.30-5.8       | 4              | 39             | 7,638          | 35,215         | △              |                | 66             |                                                |
| 大正                 | 10 (1921)      | 秋             | 11.12-20       | 4              | 40             | 12,926         | 36,580         | △              |                | 83             |                                                |
| 大正                 | 11 (1922)      | 春             | 4.15-23        | 4              | 37             | 9,954          | 24,770         | △              |                | 78             |                                                |
| 大正                 | 11 (1922)      | 秋             | 11.4           | 4              | 39             | 11,022         | 26,760         | △              |                | 71             |                                                |
| 大正                 | 12 (1923)      | 春             | 4.28-5.6       | 4              | 37             | 11,737         | 24,150         | △              |                | 70             |                                                |
| 大正                 | 12 (1923)      | 秋             | 12.15-23       | 4              | 40             | 16,065         | 48,690         | ○              | 930,380        | 77             | 競馬法制定。馬券発売許可                       |
| 大正                 | 13 (1924)      | 春             | 4.26-5.4       | 4              | 44             | 19,106         | 64,641         | ○              | 1,290,840      | 75             |                                                |
| 大正                 | 13 (1924)      | 秋             | 11.15-23       | 4              | 44             | 27,647         | 91,253         | ○              | 2,046,660      | 99             |                                                |
| 大正                 | 14 (1925)      | 春             | 5.9-17         | 4              | 40             | 24,407         | 99,978         | ○              | 1,946,540      | 91             |                                                |
| 大正                 | 14 (1925)      | 秋             | 11.22-29       | 4              | 52             | 31,270         | 145,261        | ○              | 2,648,560      | 124            |                                                |
| 大正                 | 15 (1926)      | 春             | 5.1-9          | 4              | 44             | 31,853         |                | ○              | 2,410,220      | 112            |                                                |
| 大正                 | 15 (1926)      | 秋             | 11.20-28       | 4              | 44             | 35,767         | 134,846        | ○              | 2,518,660      | 99             |                                                |
| 昭和                 | 2 (1927)       | 春             | 4.30-5.8       | 4              | 44             | 32,899         | 128,960        | ○              | 2,440,220      | 106            |                                                |
| 昭和                 | 2 (1927)       | 秋             | 11.19-27       | 4              | 46             | 41,240         | 140,836        | ○              | 2,962,820      | 119            |                                                |
| 昭和                 | 3 (1928)       | 春             | 4-28-5.6       | 4              | 46             | 38,663         | 14,4231        | ○              | 3,057,900      | 116            |                                                |
| 昭和                 | 3 (1928)       | 臨             | 10.13-17       | 4              | 41             | 41,499         | 136,361        | ○              | 2,775,280      | 93             | 大礼記念競馬(昭和天皇即位の礼に伴う臨時開催)   |
| 昭和                 | 3 (1928)       | 秋             | 11.24-12.5     | 4              | 45             | 37,839         | 138,124        | ○              | 2,766,400      | 101            |                                                |
| 昭和                 | 4 (1929)       | 春             | 4.27-5.5       | 6              | 70             | 54,973         | 191,962        | ○              | 3,867,600      | 146            |                                                |
| 昭和                 | 4 (1929)       | 秋             | 11.16-24       | 6              | 74             | 58,235         | 201,953        | ○              | 3,393,740      | 187            |                                                |
| 昭和                 | 5 (1930)       | 春             | 5.3-11         | 6              | 69             | 55,185         | 190,256        | ○              | 3,168,360      | 170            |                                                |
| 昭和                 | 5 (1930)       | 秋             | 11.15          | 6              | 75             | 59,855         | 198,861        | ○              | 3,176,800      | 210            |                                                |
| 昭和                 | 6 (1931)       | 春             | 5.2-10         | 6              | 71             | 56,533         | 189,071        | ○              |                | 219            |                                                |
| 昭和                 | 6 (1931)       | 秋             | 11.14-29       | 8              | 88             | 67,743         | 232,345        | ○              |                | 178            |                                                |
| 昭和                 | 7 (1932)       | 春             | 4.16-5.1       | 8              | 89             | 72,037         | 268,560        | ○              | 5,275,020      | 242            | 東京優駿(日本ダービー)開始                     |
| 昭和                 | 7 (1932)       | 秋             | 10.22-11.3     | 8              | 88             | 72,889         | 233,295        | ○              | 5,094,400      | 224            |                                                |
| 昭和                 | 8 (1933)       | 春             | 4.15-30        | 8              | 88             | 84,309         | 271,890        | ○              | 5,795,800      | 272            |                                                |

| （参考）府中移転後のデータ/一部のみ抜粋 | （参考）府中移転後のデータ/一部のみ抜粋 | （参考）府中移転後のデータ/一部のみ抜粋 | （参考）府中移転後のデータ/一部のみ抜粋 | （参考）府中移転後のデータ/一部のみ抜粋 | （参考）府中移転後のデータ/一部のみ抜粋 | （参考）府中移転後のデータ/一部のみ抜粋 | （参考）府中移転後のデータ/一部のみ抜粋 | （参考）府中移転後のデータ/一部のみ抜粋 | （参考）府中移転後のデータ/一部のみ抜粋 | （参考）府中移転後のデータ/一部のみ抜粋 | （参考）府中移転後のデータ/一部のみ抜粋      |
| 元号                                    | 年度 (西暦)                             | 季                                      | 日付                                    | 開催日数                                | 競走回数                                | 入場者数                                | 賞金額                                  | 馬券発売                                | 馬券売上                                | 出走数                                  | 備考                                         |
| --------------------------------------- | --------------------------------------- | --------------------------------------- | --------------------------------------- | --------------------------------------- | --------------------------------------- | --------------------------------------- | --------------------------------------- | --------------------------------------- | --------------------------------------- | --------------------------------------- | -------------------------------------------- |
| 昭和                                    | 8 (1933)                                | 秋                                      | 11.18-12.3                              | 8                                       | 88                                      | 106,311                                 | 248,115                                 | ○                                       | 7,077,220                               | 304                                     | 府中移転後の初開催                           |
| 昭和                                    | 9 (1934)                                | 春                                      | 4.14-29                                 | 8                                       | 88                                      | 95,289                                  | 285,750                                 | ○                                       | 6,694,760                               | 302                                     | 府中移転後の第二回開催                       |
| 昭和                                    | 12 (1937)                               | 秋                                      | 11.21-12.6                              | 8                                       | 88                                      | 138,319                                 | 263,180                                 | ○                                       | 9,257,320                               | 302                                     | 全国組織である日本競馬会時代                 |
| 昭和                                    | 13 (1938)                               | 春                                      | 5.21-6.5                                | 8                                       | 88                                      | 165,203                                 | 301,150                                 | ○                                       | 1,2698,220                              | 305                                     | 日本競馬会時代の第二回目                     |
| 昭和                                    | 15 (1940)                               | 春                                      | 5.25-6.9                                | 8                                       | 88                                      | 275,756                                 | 324,460                                 | ○                                       | 26,739,440                              | 351                                     | 太平洋戦争以前の府中競馬場の売り上げのピーク |

開催日は、開催期間中のおもに土曜・日曜である。